# فتح آباد (سميرم)
فتح أباد هي مدينة في مقاطعة سميرم، إيران. عدد سكان هذه المدينة هو 1,218 في سنة 2006.